# 题破山寺后禅院
《题破山寺后禅院》是唐朝诗人常建的一首描写山水田园的五言律诗，是他的代表作之一。

## 题解
破山寺位于常熟破山，本名兴福寺。宋朝时，山中潭水即因此诗而名为空心潭。
南宋洪迈在《容斋随笔》中将此诗误作杨衡诗。

## 文学评价
欧阳修很喜欢此诗的“竹径通幽处，禅房花木深。”句，說“欲效其語作一聯，久不可得，乃知造意者為難工也”。《河岳英灵集》评“山光悅鳥性，潭影空人心”句，可称警策。《洪驹父诗话》更称此诗全篇皆工。